# Stelis idahoensis
Stelis idahoensis är en biart som beskrevs av Swenk 1914. Stelis idahoensis ingår i släktet pansarbin, och familjen buksamlarbin. Inga underarter finns listade i Catalogue of Life.